# Sara Vidal
Sara Vidal (Nazaré, 1980), é uma cantora e multi-intrumentista portuguesa. Entre 2005 e 2011 foi a vocalista do grupo galego de folk Luar na Lubre.

## Biografia
Sara Louraço Vidal, nasceu em 1980 na Nazaré no concelho de Leiria. Desde pequena que faz parte de vários grupos de música tradicional. 
Uma terminada a escola secundária, vai para Lisboa 1998, onde se forma em História Moderna e em gestão e animação de bens culturais no ISCTE. Em 2002 vai estudar na Universidade da Corunha. É lá que dá inicio à sua carreira musical com a banda galega Luar na Lubre da qual se tornar vocalista em 2005. Paralelamente dá aulas de pandeireta galega e canto tradicional. 
Em  2011 sai da banda por motivos pessoais e regressa a Portugal, onde colabora com diferentes grupos portugueses da música folk e tradicional, nomeadamente: Brigada Vitor Jara, Sebastião Antunes e a Quadrilha, Zeca Medeiros, Segue-me à capela, Ronda dos Quatro Caminhos, Toques do Caramulo, entre outros.  
Participando como interprete no projectos A Presença das Formigas, Diabo a Sete, Espiral, Companhia do Canto Popular. 
Um depois, em 2012, integra como vocalista o projecto ContraCorrente da associação D'Orfeu que homenageia a música de intervenção e cuja versão do tema A Morte saiu à rua de Zeca Afonso, é distinguida com os prémios Sopa de Pedra da rádio RUA (Rádio da Universidade do Algarve) para melhor versão e o Prémio Adriano Correia de Oliveira no festival Cantar Abril. 
Integra, em 2013, o projecto FolkMus que reúne músicos e interpretes oriundos de vários países da comunidade europeia e que procura dar a conhecer o património cultural europeu. 
Os Luar na Lubre convidam-na a cantar no concerto que comemora os seus 30 anos da banda no Teatro Tivoli em Lisboa em 2017. Ela canta o tema Memória da Noite que fala sobre a tragédia causada pelo naufrágio do Prestige que em 2002 encheu de petróleo a costa da Galiza. 
Lança Matriz, o seu primeiro album a solo em 2020.

## Discografia

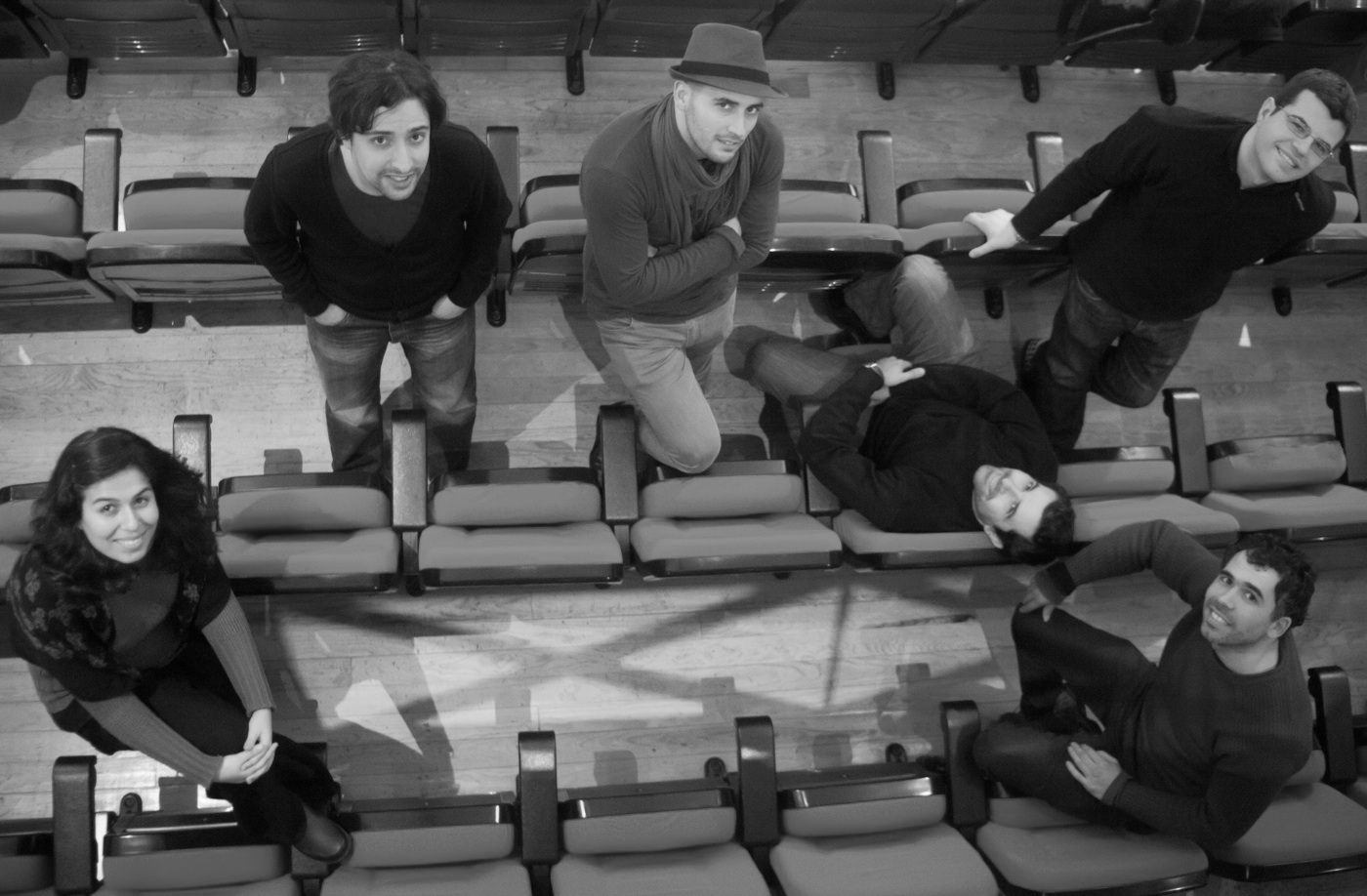
Sara Vidal com a banda A Presença das Formigas (2013)

Com a banda Luar na Lubre gravou os álbuns: 
- 2004 -  Hai Un Paraiso

- 2005 - Saudade [14]
- 2007 -  Camiños da fin da terra  [15]
- 2010 - Solstício [16]
- Luar na Lubre - Ao vivo (DVD)

Após regressar a Portugal integra várias formações musicais gravando:
- 2011 - Contracorrente - Contracorrente (EP) [17]

- 2014 - Pé de Vento com a banda A Presença das Formigas [18]
- 2014 - Music in Museums com FolkMus [10]
- 2015 - Espiral com o grupo Espiral
- 2019 - Companhia do Canto Popular - Rebento [4]

Colabora com outros artistas portugueses gravando com eles vários temas que integram os seus discos: 
- 2011 - Toques do Caramulo  Retoques [19]
- 2012 - O Baú - Achega-te [20]
- 2012 - Sebastião Antunes e a Quadrilha - Com um abraço [21]
- 2013 - Mosca Tosca - Assimetria
- 2014 - Origem Tradicional - As Boltas do Bira
- 2014 - Ronda dos Quatro Caminhos - Tierra Alantre
- 2014 - Zeca Medeiros - Aprendiz de Feiticeiro
- 2019 - Colabora com a banda Karnnos no seu álbum Remembrance [22]

A solo
2020 - Matriz, álbum onde reúne melodias oriundas de várias regiões de Portugal 

## Prémios
- 2008 - Prémio Melhor Álbum Tradicional / Prémio da Música, por "Camiño da fin da terra" (Luar na Lubre)
- 2008 - Prémio Melhor Canção em Galego / Prémio da Música, por "Canto de andar" (Luar na Lubre)
- 2009 - Prémio Melhor Álbum Tradicional / Prémio da Música, pelo album "Ao vivo" dos Luar na Lubre [23]
- 2013 - Prémio Adriano Correia de Oliveira, no Festival Cantar Abril com a versão da A Morte Saiu à Rua (de Zeca Afonso) do projecto Contracorrente [9]
- 2014 - Prémio Melhor Versão 2013 dos Prémios Sopa da Pedra atribuídos pela RUA FM, pela versão de A morte saiu à rua [7]

## Ligações Externas
- Site Oficial - Sara Vidal

- Entrevista a Sara Vidal no programa Raízes - RTP (2021)
- Entrevista para Noticías do Nordeste: Sara Vidal (2009)
- Soundcloud - Sara Vidal